# OARE Bologna
La OARE Bologna era una società di pallacanestro di Bologna nata presso il dopolavoro dell'Officina Automezzi Riparazioni Esercito di via Castelmerlo nel 1946 (Caserma Stamoto). Dopo alcuni anni in serie B, nel campionato 1950-51 conquista il campionato di Serie A che gioca nel 1951-52 ma retrocede subito.
La società rimarrà in Serie B fino alla stagione 1954-55, dopodiché si scioglie.